# Abies religiosa

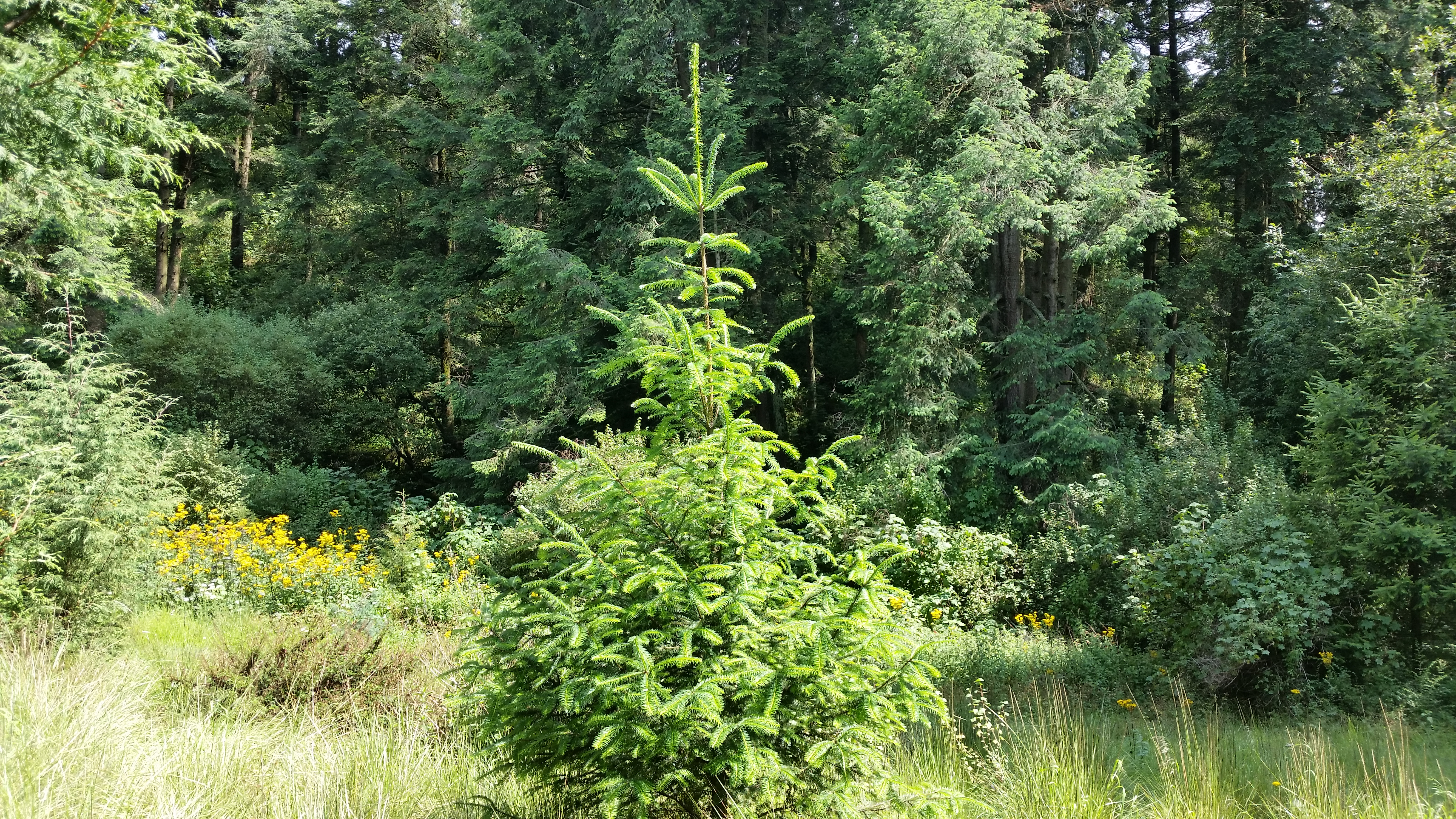
Ejemplar joven de Abies religiosa

El oyamel (Abies religiosa) es una conífera de la familia de las pináceas. Es un abeto nativo de las montañas centrales y del sur de México (Eje Neovolcánico, Sierra Madre del Sur) y del oeste de Guatemala. Crece hasta 60 m de altura. Sus hojas son aciculares y sus ramas tienen forma de cruz y de ahí su nombre "religiosa". Crece a altitudes de 2500 a 4100 m s. n. m. en bosques frescos y con alta precipitación, de veranos húmedos y caída de nieve invernal. Es el árbol preferido de la mariposa Monarca en los sitios de hibernación de Michoacán y Estado de México.

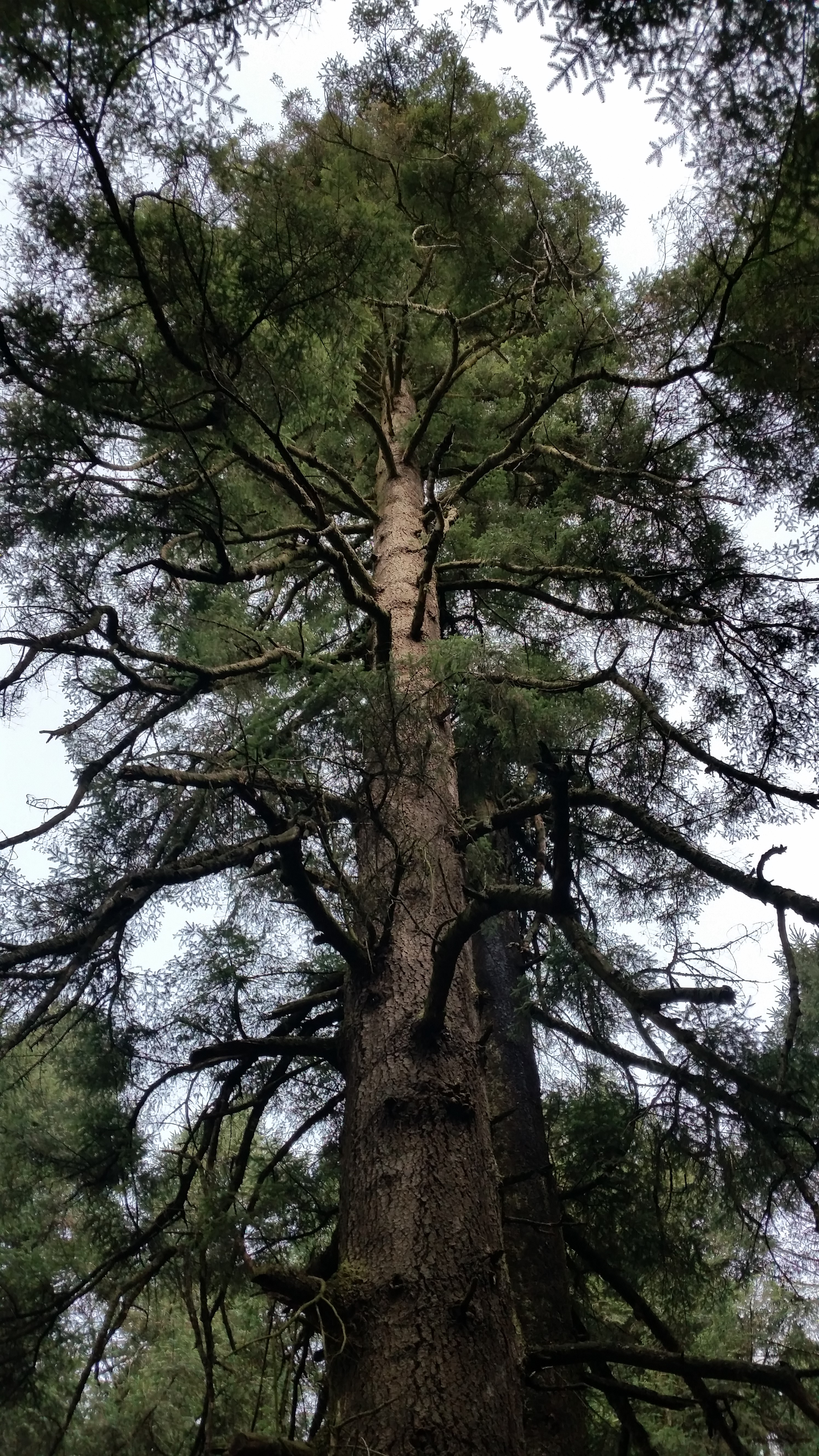
Ejemplar Centenario de Abies religiosa, muy probablemente uno de los más longevos y altos de México

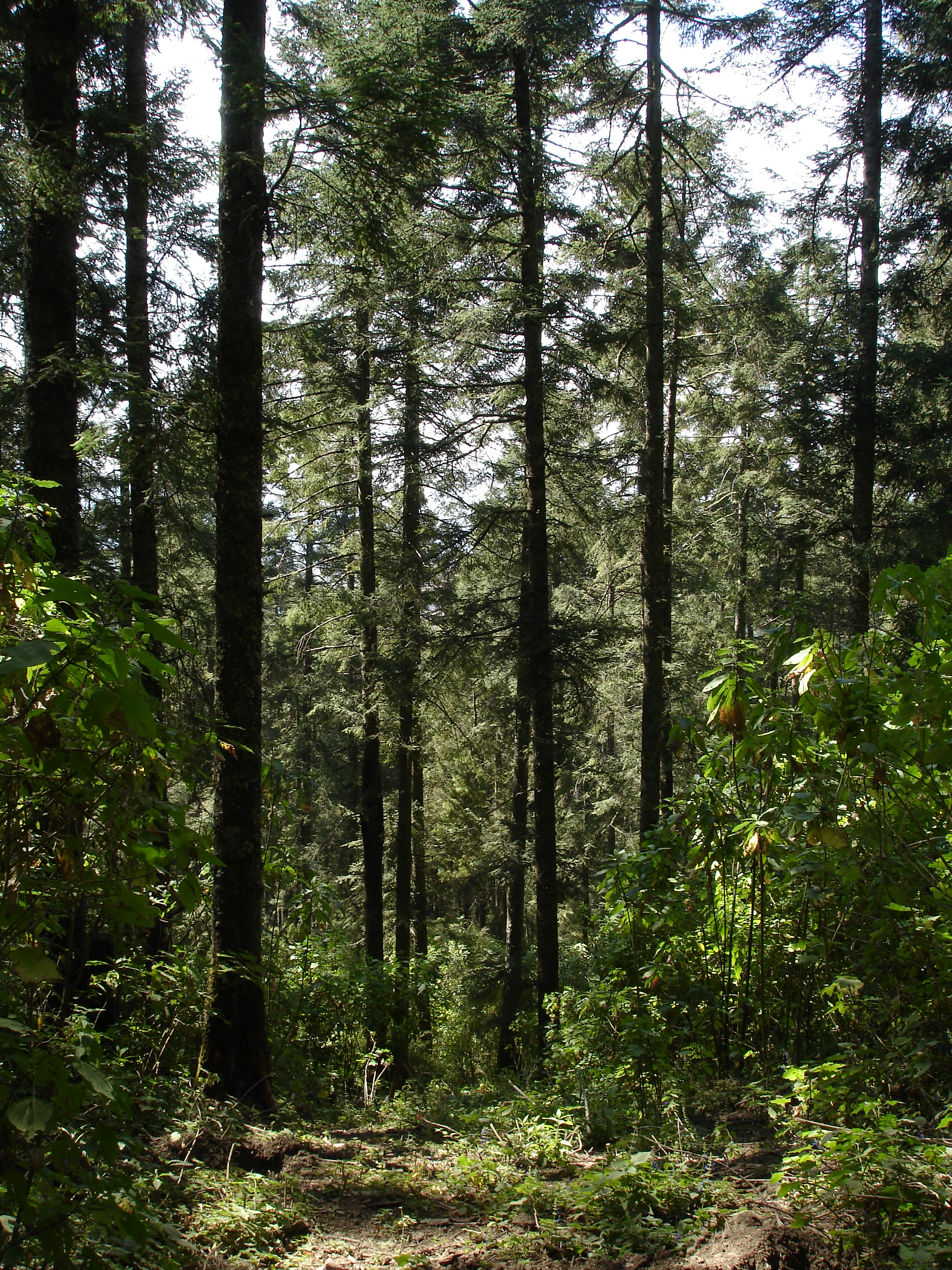
En su hábitat

## Descripción
Es un árbol de tamaño grande, perennifolio, de 25 a 60 m de altura, con un tronco recto de hasta 2 m de diámetro. Las hojas son como agujas, chatas, de 15 a 35 mm de longitud y 1.5 mm de ancho por 0.5 mm de espesor, verde oscuro en el haz, y con dos bandas azul blancas de estomas en el envés; el extremo de la hoja es agudo. El arreglo de hojas es en espiral. Los conos tienen 8-16 cm de longitud y 4-6 cm de ancho, antes de madurar azul púrpura oscuros; las brácteas son púrpura o verdosas, de moderada longitud. Las semillas aladas se despegan cuando los conos se desintegran en la madurez, 7 a 9 meses después de la polinización.
Algunos ejemplares del Nevado de Colima (Jalisco) tienen conos con brácteas grandes, similares al Abies procera. A veces se trata como la especie separada Abies colimensis.

## Distribución y hábitat
Es un árbol de alta montaña muy resistente al frío, pero no así al calor. Prefiere temperaturas medias anuales de entre -10 °C y 15 °C, máximas de 25 °C y una precipitación anual alrededor de 1000 mm o más. Vegeta en suelos jóvenes de origen volcánico, ligeramente ácidos (pH 5-7) y muy ricos en materia orgánica. Prefiere sustratos bien drenados y húmedos la mayor parte del año, por lo que prospera especialmente en barrancas de las laderas norte de los montes. En general forma comunidades puras, aunque en ocasiones se mezcla con árboles de hoja ancha (Alnus jorullensis, Quercus spp.) o con otras coníferas (Cupressus lindleyi, Pinus spp.). 
Es un árbol que en su etapa inicial no tolera bien el sol directo, casi siempre nace muy replegado al bosque o bajo la sombra de árboles mayores.  
En los estados de Michoacán y México, los bosques de oyamel son el refugio predilecto de las mariposas monarca que migran en invierno desde Canadá.

## Usos
Tiene usos en la construcción, como madera para cimbrado, y en la fabricación de tarimas y embalajes. Sin embargo, dada su densidad, no se recomienda en usos que la sometan a alta resistencia, ya que es una madera suave, ligera y porosa. 
También, suele utilizarse ornamentalmente como árbol de Navidad. Las plantaciones forestales de esta especie están creciendo de manera considerable en México, sobre todo por la belleza de su follaje. Es el único hospedero de la mariposa monarca.

## Taxonomía
Abies religiosa fue descrita por (Kunth) Schltdl. & Cham. y publicado en Linnaea 5: 77. 1830.

### Etimología
Abies: nombre genérico latino aplicado al abeto común Abies alba
religiosa: epíteto latino que significa "sagrada", "devota" o "religiosa". Su nombre se debe a que los primeros colonizadores europeos notaron que su ramas están siempre en forma de cruz.

### Sinonimia
- Abies colimensis Rushforth & Narave
- A. glauca Roezl ex Gordon
- A. glaucescens Roezl
- A. hirtella (Kunth) Lindl.
- A. tlapalcatuda Roezl
- Picea glaucescens (Roezl) Gordon
- P. hirtella (Kunth) Loudon
- P. religiosa (Kunth) Loudon
- Pinus hirtella Kunth
- P. religiosa Kunth
- P. religiosa var. minor Parl.[6][7]

### Nombres comunes
Su nombre común varía dependiendo de la región del país, destacan pues; Abeto en Veracruz; Acshoyatl en México; Bansú (lengua otomí) o Pinabete en Hidalgo; Ocopetla en Teotepec, Guerrero Oyamel en México, mientras que en Hidalgo es conocido como pinabete – Michoacán y Jalisco; thúcum (lengua tarasca) – Michoacán; ueyomel - Ixcaltepec, Gro.; xolócotl – México.

## Referencias

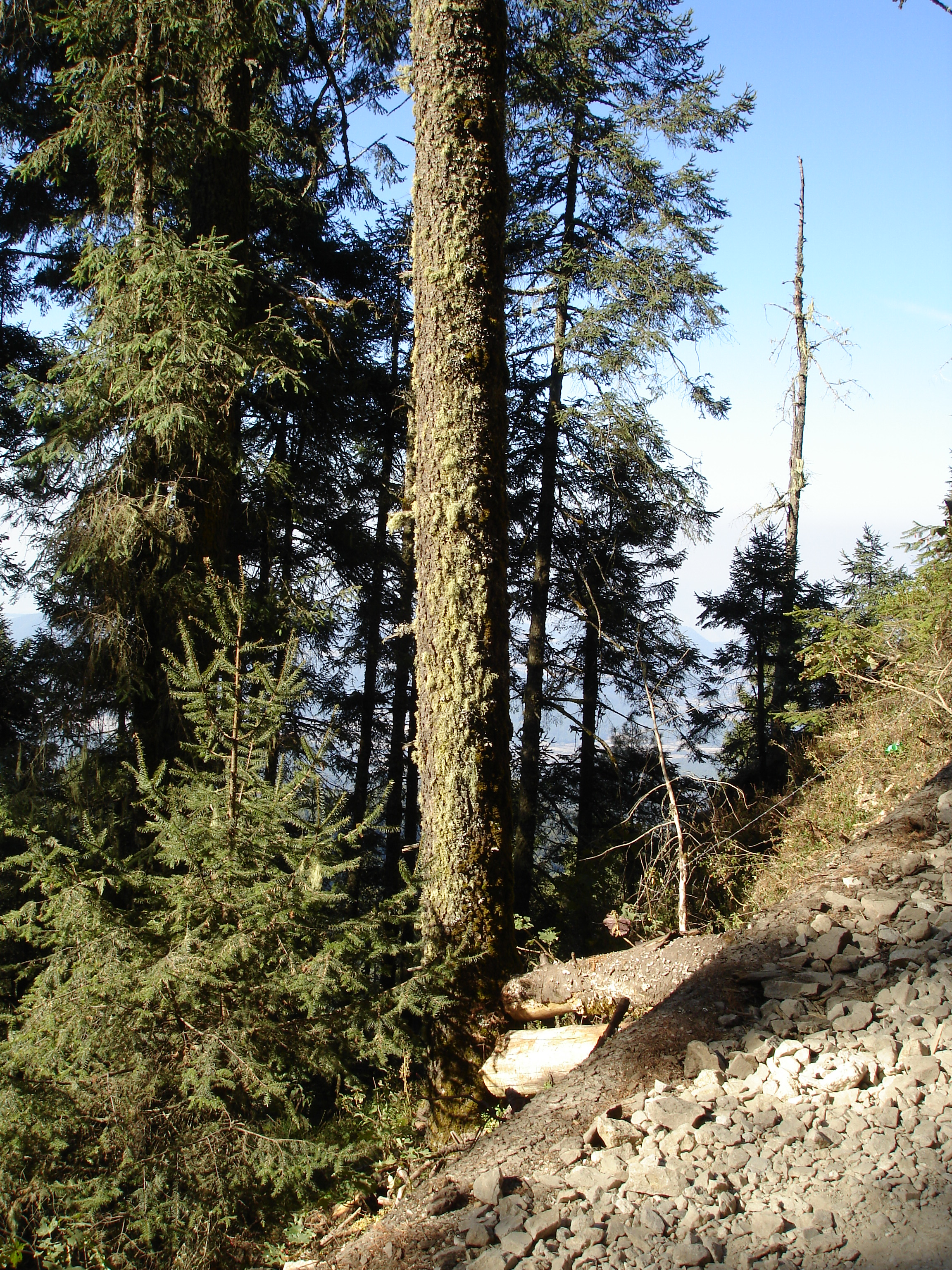
Vista del árbol